# ۱۳۷ (میلادی)
۱۳۷ (میلادی) صد و سی و هفتمین سال تقویم میلادی است.

## درگذشتگان
‎